# Pascola
Pascola é uma vila localizada no estado americano de Missouri, no Condado de Pemiscot.

## Demografia
Segundo o censo americano de 2000, a sua população era de 138 habitantes.
Em 2006, foi estimada uma população de 137, um decréscimo de 1 (-0.7%).

## Geografia
De acordo com o United States Census Bureau tem uma área de
0,6 km², dos quais 0,6 km² cobertos por terra e 0,0 km² cobertos por água.

## Localidades na vizinhança
O diagrama seguinte representa as localidades num raio de 12 km ao redor de Pascola.